# Ban Ramazan
Ban Ranazan (pers. بان رمضان) – wieś w zachodnim Iranie, w ostanie Kermanszah. W 2006 roku miejscowość liczyła 127 osób w 28 rodzinach.